# Diocesi di Fontibón
La diocesi di Fontibón (in latino: Dioecesis Fontibonensis) è una sede della Chiesa cattolica in Colombia suffraganea dell'arcidiocesi di Bogotà. Nel 2021 contava 1.250.000 battezzati su 1.570.000 abitanti. È retta dal vescovo Juan Vicente Córdoba Villota, S.I.

## Territorio
La diocesi comprende le località di Fontibón e Kennedy nel distretto federale di Bogotà, capitale della Colombia.
Sede vescovile è la località di Fontibón, dove si trova la cattedrale di San Giacomo apostolo.
Il territorio si estende su una superficie di 80 km² ed è suddiviso in 64 parrocchie, suddivise in 9 arcipresbiterati.

## Storia
La diocesi è stata eretta il 6 agosto 2003 con la bolla Suam eminet di papa Giovanni Paolo II, ricavandone il territorio dall'arcidiocesi di Bogotà.

## Cronotassi dei vescovi
Si omettono i periodi di sede vacante non superiori ai 2 anni o non storicamente accertati.
- Enrique Sarmiento Angulo (6 agosto 2003 - 25 novembre 2011 ritirato)
- Juan Vicente Córdoba Villota, S.I., dal 25 novembre 2011

## Statistiche
La diocesi nel 2021 su una popolazione di 1.570.000 persone contava 1.250.000 battezzati, corrispondenti al 79,6% del totale.
| anno | popolazione | popolazione | popolazione | presbiteri | presbiteri | presbiteri | presbiteri                | diaconi | religiosi | religiosi | parrocchie |
| anno | battezzati  | totale      | %           | numero     | secolari   | regolari   | battezzati per presbitero | diaconi | uomini    | donne     | parrocchie |
| ---- | ----------- | ----------- | ----------- | ---------- | ---------- | ---------- | ------------------------- | ------- | --------- | --------- | ---------- |
| 2003 | 1.054.000   | 1.232.278   | 85,5        | 63         | 40         | 23         | 16.730                    | 16      | 31        | 27        | 41         |
| 2004 | 1.028.700   | 1.350.000   | 76,2        | 55         | 31         | 24         | 18.703                    | 11      | 62        | 92        | 44         |
| 2006 | 1.434.511   | 1.783.759   | 80,4        | 75         | 48         | 27         | 19.126                    | 11      | 65        | 93        | 50         |
| 2013 | 1.257.000   | 1.590.000   | 79,1        | 117        | 55         | 62         | 10.743                    | 19      | 94        | 85        | 60         |
| 2016 | 1.264.188   | 1.606.000   | 78,7        | 99         | 60         | 39         | 12.769                    | 22      | 65        | 75        | 62         |
| 2019 | 1.390.100   | 1.746.000   | 79,6        | 98         | 64         | 34         | 14.184                    | 23      | 58        | 22        | 64         |
| 2021 | 1.250.000   | 1.570.000   | 79,6        | 98         | 64         | 34         | 12.755                    | 25      | 61        | 22        | 64         |